# Everton Felipe
Everton Felipe de Oliveira Silva (Limoeiro, 28 luglio 1997) è un ex calciatore brasiliano, di ruolo centrocampista.

## Caratteristiche tecniche
È un esterno destro.

## Carriera
Cresciuto nelle giovanili dello Sport Recife, ha esordito il 19 gennaio 2014 in un match della Copa do Nordeste pareggiato 1-1 contro il Botafogo-PB.